# JD Gaming
JD Gaming, Beijing JDG Intel Esports Club, ou simplesmente JDG, é uma organização chinesa de esportes eletrônicos com sede em Pequim.
Competem pela League of Legends Pro League (LPL),  o mais alto nível da liga chinesa de League of Legends e na League of Legends Developmental League (LDL), liga secundária, com a alcunha Joy Dream. Ambos os times foram formados no dia 20 de maio de 2017 após a QG Reapers vender sua vaga na LPL e a Now or Never na LSPL (atual LDL) para a JD.com [en].
Também possuem uma equipe de Valorant que compete pela VCT China.

## História

### 2017
A maioria dos jogadores e staff da QG Reapers juntaram-se a JD Gaming depois da antiga organização ser adquirida pela JD.com em 20 de maio de 2017. A primera lineup da JD Gaming foi formada por: Kan "Kabe" Ho-man na rota topo, Kim "Clid" Tae-min e Chang "Xinyi" Ping na selva, Kim "Doinb" Tae-sang no meio, Xu "Barrett" Qiubin e Lee "LokeN" Dong-wook como atiradores e Hu "Cloud" Zhenwei e Zuo "LvMao" Minghao suportes. A primeira competição da organização foi a Demacia Cup de 2017, onde terminaram em 19º/20º colocados após perderem por 0–2 para a LGD Gaming.
A JD Gaming foi classificada no Grupo B para o LPL Summer Split de 2017, ficando em quinto lugar em seu grupo com um placar de 6–10. A equipe se classificou para o National Eletronic Sports Tournament (NEST) de 2017 após derrotar Edward Gaming por 2–0 nas eliminatórias. A JD Gaming conseguiu chegar às finais do NEST, onde perdeu por 2–0 para a Invictus Gaming. Após o NEST, a JD Gaming passou por várias mudanças no elenco: Kabe, Xinyi, Doinb, Barrett e Cloud deixaram a equipe, enquanto o top laner Zhang "Zoom" Xingran e o mid laner Zeng "YaGao" Qo se juntaram para substituir as posições vagas. A lineup recém-revisada de Zoom, Clid, YaGao, LokeN e LvMao ficou em quarto lugar no Demacia Championship de 2017 depois de perder por 2–0 para a Invictus Gaming mais uma vez.

### 2018
Durante o LPL Spring Split de 2018, a JD Gaming fez parte da conferência leste da liga, onde ficou em quarto lugar com um placar de 10–9. Esta colocação qualificou a equipe para os playoffs, onde ficaram em 7º/8º lugar geral depois de perder por 0–3 para a Bilibili Gaming. A JD Gaming ficou em terceiro lugar na conferência leste da LPL Summer Split de 2018 com um recorde de 13–6 e se classificou para os playoffs, onde ficou em terceiro novamente após derrotar o Rogue Warriors por 3–0 na disputa pelo terceiro lugar. A equipe não conseguiu se classificar para o Campeonato Mundial de 2018 depois que a Edward Gaming os eliminou das Finais Regionais da LPL de 2018 com uma vitória apertada por 3–2.  JD Gaming ficou em primeiro lugar no NEST 2018 depois de derrotar a Topsports Gaming por 2–1 nas finais.
Clid e LokeN deixaram a JD Gaming durante a pré-temporada em 20 de novembro de 2018. Em dezembro de 2018, os junglers Sung "Flawless" Yeon-jun e Đỗ "Levi" Duy Khánh foram adquiridos da Rogue Warriors e 100 Thieves, respectivamente, e os bot laners Ju "Bvoy" Yeong-hoon e Gu "Imp" Seung-bin da Young Miracles e Team WE, respectivamente, para completar o elenco. O novo elenco ficou de 7º/8º lugar na Demacia Cup de 2018.

### 2019
A JD Gaming ficou em oitavo lugar na temporada regular do LPL Spring Split de 2019, mal se classificando para os playoffs como a última cabeça-de-chave. A equipe passou a superar as expectativas de muitos analistas ao chegar à grande final depois de obter vitórias de virada sobre Team WE, Royal Never Give Up, e FunPlus Phoenix, que foram quinto, quarto e primeiro respectivamente na temporada regular. No entanto, a JD Gaming acabou sendo varrida por 3 a 0 pela Invictus Gaming na grande final.
Foi anunciado em 13 de maio de 2019 que Levi e Bvoy haviam deixado a JD Gaming, com o primeiro retornando à sua antiga equipe, a GAM Esports.  Em 23 de maio de 2019, o jungler Seo "Kanavi" Jin-hyeok juntou-se à JD Gaming vindo da Griffin.
A JD Gaming ficou em décimo lugar na temporada regular do LPL Summer Split de 2019, perdendo os playoffs. A equipe não conseguiu se classificar para o Campeonato Mundial de 2019 depois de perder por pouco para a Invictus Gaming na primeira rodada das finais regionais. Imp se aposentou e deixou a JD Gaming no final de 2019, e foi substituído pelo ex-bot laner da Top Esports Lee "LokeN" Dong-wook. Com este novo elenco, a JD Gaming ficou em terceiro lugar na Demacia Cup de 2019, derrotando a Vici Gaming na disputa pelo terceiro lugar.

### 2020
A JD Gaming não fez nenhuma mudança adicional no elenco do LPL Spring Split de 2020 e terminou em segundo lugar na temporada regular. Essa colocação deu à JD Gaming um adeus às semifinais, onde varreu a atual campeã mundial FunPlus Phoenix em um resultado de virada. JD Gaming então derrotou Top Esports em uma série apertada na grande final, ganhando seu primeiro título LPL.

### 2023
Com a lineup Bai "369" Jia-Hao como top laner, Seo "Kanavi" Jin-hyeok jungler, Zhuo "knight" Ding mid laner, Park "Ruler" Jae-Hyuk bot laner e Lou "MISSING" Yun-Feng conquistaram a LPL Spring Split de 2023 com uma vitória por 3–1 contra a Bilibili Gaming na final, garantindo a vaga como seed 1 para o Mid-Season Invitational 2023.
Sem precisar jogar a Fase de Entrada do torneio, a JDG varreu a Golden Guardians por 3–0 na Rodada 1 da Chave Superior, derrotou a Bilibili na Rodada 2 pelo mesmo placar, mandando os rivais para a Chave Inferior. Na Semifinal, seu adversário era a T1 de Faker, que garantiu uma série muito difícil mas conquistaram a vaga na final do torneio com uma vitória por 3–2. E na final, o adversário era a Bilibili Gaming, e de novo a JDG venceu a Bilibili, com um placar de 3–1, conquistou o primeiro troféu internacional de sua história em Londres.
Na LPL Summer Split de 2023 a JDG teve como adversária na final a LGN Esports, conquistou seu quarto título com uma vitória apertada, 3–2, se classificando para o Campeonato Mundial de 2023, onde tinha expectativa de conquistar um título inédito na história do cenário de League of Legends, a Golden Road (conquistar todos os torneios que disputar em uma única temporada). 
Estreando na Fase suíça, a JD Gaming venceu a Team BDS e a Bilibili Gaming por 1–0 e a LNG Esports na Rodada 3 por 2–1, nas Quartas de final, enfrentou a KT Rolster e venceu os coreanos sem muita dificuldade por 3–1. Na Semifinal, mais uma vez enfrentava a T1, e a equipe coreana vingou o resultado do MSI e venceu a JDG por 3–1, encerrando a temporada da JDG sem a Golden Road.

## Títulos
| Torneio                            | Edições                                         |
| ---------------------------------- | ----------------------------------------------- |
| League of Legends Pro League (LPL) | 2020-1 [en], 2022-2, 2023-1 [en] e 2023-2 [en]. |
| Mid-Season Invitational            | 2023                                            |